# Minecraft Earth
Minecraft Earth est un jeu vidéo développé par Mojang de type sandbox en réalité augmentée basé sur l'univers de Minecraft.
Officiellement annoncé le 17 mai 2019, il était disponible sous le système économique de free-to-play sur les plate-formes Android, iOS et iPadOS uniquement dans certains pays dans un premier temps. Utilisant la réalité augmentée, Minecraft Earth ne fonctionnait donc que sur les téléphones portables disposant d'un système de reconnaissance de la réalité augmentée. Le jeu a reçu sa dernière mise-à-jour en janvier 2021, et n'est définitivement plus disponible depuis le 30 juin 2021.

## Système de jeu
Semblable au jeu Minecraft original, Minecraft Earth est centré sur la construction de bâtiments, la collecte de ressources, l’artisanat et l’exploration. Les joueurs peuvent créer des structures en réalité augmentée à partir du monde réel en collaboration avec d’autres joueurs, et peuvent aussi accéder au mode « aventure » qui peut être composé d'un puzzle, d'une tâche spécifique à accomplir ou d'un emplacement virtuel avec des entités hostiles à battre. Terminer une aventure récompensera le joueur avec une monnaie interne du jeu. Minecraft Earth propose également un système de progression avec niveaux et points d'expérience.  
Le game director de Minecraft Earth, Torfi Olafsson, a déclaré que le jeu retranscrirait les aspects physiques du monde réel entourant le joueur tels que les arbres et les lacs dans le monde virtuel.

## Développement et sortie
Minecraft Earth utilise les informations de la base de données OpenStreetMap pour les informations cartographiques. Le jeu est basé sur la plateforme Azure PlayFab de Microsoft et utilise la technologie Azure Spatial Anchors pour ses fonctionnalités de réalité augmentée. Le jeu a été annoncé comme free to play, c'est-à-dire gratuit dès sa sortie et prend en charge les smartphones tournant sous Android et iOS. Minecraft Earth a été développé à partir du même moteur que l'édition Bedrock de Minecraft, bien que Torfi Olafsson ait noté que le jeu était une « adaptation » et « non une traduction directe ». Selon Saxs Persson, directeur artistique de Minecraft, les joueurs interagissant avec l'environnement les entourant fournissent aux développeurs des données sur l'environnement, ce qui permettra de placer davantage de scénarios « Aventure » et d'améliorer la technologie Spatial Anchors de Microsoft.  
Lors de l'Electronic Entertainment Expo 2015, l'équipe HoloLens de Microsoft a dévoilé une version en réalité augmentée de Minecraft. Le 8 mai 2019, une vidéo a annonçant les versions en réalité augmentée des entités de Minecraft a été publiée . Le 17 mai, jour du dixième anniversaire de Minecraft, Minecraft Earth a officiellement été annoncé. Microsoft a également signalé la mise en place d'une bêta fermée du jeu qui se déroulera lors de l'été 2019 et a confié son intention de lancer progressivement le jeu.
Lors de la WWDC 2019 d'Apple, une démonstration du jeu est présentée au public. Mojang annonce lors de cette conférence des fonctionnalités exclusives aux appareils d'Apple, comme la possibilité d'incruster une autre personne réelle dans le monde virtuel de Minecraft.
Le 11 juillet 2019, une autre bande-annonce est mis en ligne. Elle apporte quelques précisions et dévoile les principales caractéristiques du jeu. Dans l'article qui y est associé, Mojang annonce que la bêta fermée débutera dans les deux semaines qui suivent. Si un utilisateur a accès à la bêta, il devra y jouer au moins une fois par semaine, sans quoi son accès à la bêta lui sera retiré et sera donné à un autre joueur[pertinence contestée].
Le 16 juillet, la bêta fermée a été ouverte dans les villes de Seattle et de Londres, uniquement pour les possesseurs d'un appareil Apple. Il s'est étendu à Stockholm dès le lendemain et à Tokyo et à Mexico le 18 juillet. La bêta fermée s'étend aux utilisateurs d'Android le 30 août dans les mêmes villes[réf. souhaitée].
En septembre 2019, lors de la Minecon Live, la conférence des développeurs de Minecraft, il est annoncé que le jeu sera disponible en accès anticipé dans quelques pays (et non plus des villes) dès le début du mois d'octobre. Minecraft Earth devrait sortir entièrement dans le monde entier d'ici la fin de l'année 2019. 
Le 17 octobre, l'accès anticipé commence à être déployé en Islande et en Nouvelle-Zélande, liste s'étendant à l'Australie, à la Suède et au Mexique le 29 octobre. Le 31 octobre, la Corée-du-Sud, le Canada et les Philippines prennent part à l'accès anticipé du jeu. Le jeu est rendu disponible le 5 novembre au Royaume-Uni, puis une semaine plus tard aux États-Unis.
Le 19 novembre, le développeur annonce la sortie du jeu dans 15 pays supplémentaires. Le 21 novembre, c'est au tour de l'Inde qui se voit annoncer la disponibilité du jeu dans tout le pays.
Le 5 janvier 2021, Mojang déploie la dernière mise-à-jour du jeu et annonce qu'il n'y en aura pas de nouvelles, citant notamment la pandémie de Covid-19 comme un facteur ayant amené à cet arrêt. En outre, le jeu sera définitivement arrêté et retiré des magasins d'applications le 30 juin 2021, et toutes les données des joueurs seront supprimées le 1er juillet suivant.